# 弗雷德里克·溫莎勳爵
弗雷德里克·邁克爾·喬治·大衛·路易斯·溫莎勳爵（英語：Lord Frederick Michael George David Louis Windsor；1979年4月6日—）是一名英國銀行家、金融分析師。他是肯特的邁克爾王子與瑪麗·克莉絲汀·馮·賴布尼茨的獨子，並在英國王位繼承順序中排名第54順位。

## 早年生活
弗雷德里克·溫莎勳爵在1979年4月6日出生於倫敦聖瑪麗醫院，並於同年7月11日在聖詹姆士宮皇家教堂受洗。他是英女王伊麗莎白二世的堂侄、王夫愛丁堡公爵菲利普親王的堂姪孫，在英國王位繼承順序中排名第53順位。弗雷德里克和妹妹加布里埃拉·金斯敦女勳爵均在英格蘭教會中長大。
弗雷德里克曾先後就讀於韋瑟比學校、桑寧德爾預備學校和伊頓公學，並取得伊頓公學的歐彼得獎學金。他其後在牛津大學莫德林學院取得二級甲等榮譽古典學學位。

## 職業
大學畢業後，弗雷德里克曾為巴寶莉及設計師湯瑪茲·斯塔澤夫斯基擔任時裝模特，並在《尚流》雜誌等擔任樂評家。他最初打算擔任專攻娛樂法業務的事務律師；但其後則加入倫敦摩根大通擔任特許金融分析師 。
弗雷德里克現在是一名銀行家，並在摩根大通擔任執行董事。

## 個人生活
2009年2月14日（情人節），弗雷德里克與英國演員索菲·溫克曼訂婚。按照《1772年王室婚姻法令》規定，兩人的婚姻得到了女王伊麗莎白二世御准，並在2009年9月12日於漢普敦宮舉行婚禮。
2013年8月15日，弗雷德里克與索菲於洛杉磯加州大學洛杉磯分校羅納德雷根醫學中心生下長女莫德·伊麗莎白·達芙妮·瑪麗娜（Maud Elizabeth Daphne Marina）。她於2013年12月在聖詹姆士宮受洗，由尤金妮公主等人擔任其教父母，並於2018年尤金妮公主與傑克·布魯克斯班克的婚禮上擔當伴娘。
二人的第二個女兒於2016年1月20日在倫敦車路士和西敏醫院出生，命名為伊莎貝拉·亞歷山德拉·梅（Isabella Alexandra May）。次女於2016年6月在肯辛頓宮接受洗禮，並由其母的摯友、知名廚師杰米·奧利弗擔任其中一名教父。
2017年2月21日，弗雷德里克獲邀加入水鼠大勳章慈善聯誼會。

## 榮譽
弗雷德里克共獲頒授三枚獎章：
- 伊麗莎白二世金禧獎章（英语：Queen Elizabeth II Golden Jubilee Medal）（2002）
- 伊麗莎白二世鑽禧獎章（英语：Queen Elizabeth II Diamond Jubilee Medal）（2012）
- 伊麗莎白二世白金禧獎章（英语：Queen Elizabeth II Platinum Jubilee Medal）（2022）